# أونا هاركن
أونا هاركن (بالإنجليزية: Una Harkin)‏ هي لاعبة كرة قدم بريطانية، ولدت في 20 يناير 1983 في ديري في أيرلندا الشمالية. شاركت مع منتخب أيرلندا الشمالية لكرة القدم للسيدات. أما مع النوادي، فقد لعبت مع نادي كيفلافيك.